# Living Dead Girl
Living Dead Girl est le deuxième single du premier album solo Hellbilly Deluxe de Rob Zombie. Il a été nommé d'après le film Jean Rollin de 1982. La ligne Who is this irresistible creature who has an insatiable love for the dead? au début de la chanson est de la bande-annonce du film, Lady Frankenstein. La musique au début de la chanson est tirée de la bande-annonce du film La Dernière Maison sur la gauche de Wes Craven. Les paroles « What are you thinking about?/The same thing you are » au début des versets est tirée du film Les Lèvres rouges. Dans cette chanson, Zombie chante « Goldfoot's machine creates another fiend so beautiful they make you kill ». Cela concerne le méchant joué par Vincent Price en 1965 dans le film Dr. Goldfoot and the Bikini Machine et dans L'Espion qui venait du surgelé. De plus, il chante « Operation Filth they love to love the wealth of an SS whore making scary sounds. » C'est peut-être une référence au fameux film de 1974 Ilsa, la louve des SS.
La chanson apparaît également sur Past, Present & Future, la compilation The Best of Rob Zombie, et un remix figurent sur American Made Music to Strip By. La chanson originale apparaît dans La Fiancée de Chucky et dans le remake de Psychose, figurant sur l'album de ce dernier, le Naked Exorcism Mix est apparu sur The Crow 3: Salvation. La chanson a été reprise par Sinus Giddy sur The Electro-Industrial Tribute to Rob Zombie (en) en 2002. Également une version de la chanson est jouée dans un club à l'émission de télévision Angel.

## Le clip
Le clip de Living Dead Girl tire ses images d'un film muet de 1920, Le Cabinet du docteur Caligari, avec Zombie dans le rôle du Dr Le, et Sheri Moon à la place de la Morte Vivante. La vidéo imite l'apparence des personnes âgées, des films muets, en utilisant des intertitres et les films artificiellement granuleuse et le saut. Comme Caligari, il utilise également un film noir et blanc qui a été teinté sépia, turquoise et violet pour un effet expressionniste. Le clip a été réalisé à la fois par Joseph Kahn et Rob Zombie.

## Personnel
- Tom Baker - Mastering
- Paul DeCarli - Programmation additionnelle
- Frank Gyner - Ingénierie supplémentaires
- Scott Humphrey - Producteur, ingénieur, mixage, programmation
- Chris Lord-Alge - Mixage additionnel
- Blasko - Basse
- Riggs - Guitare
- John Tempesta (en) - Batterie
- Rob Zombie - Vocal, texte, Artwork
- Sheri Moon Zombie - Living Dead Girl

## Charts
| Chart (1999)           | Peak Position |
| ---------------------- | ------------- |
| Mainstream Rock Tracks | 7             |
| Modern Rock Tracks     | 22            |